# Freizeitpark

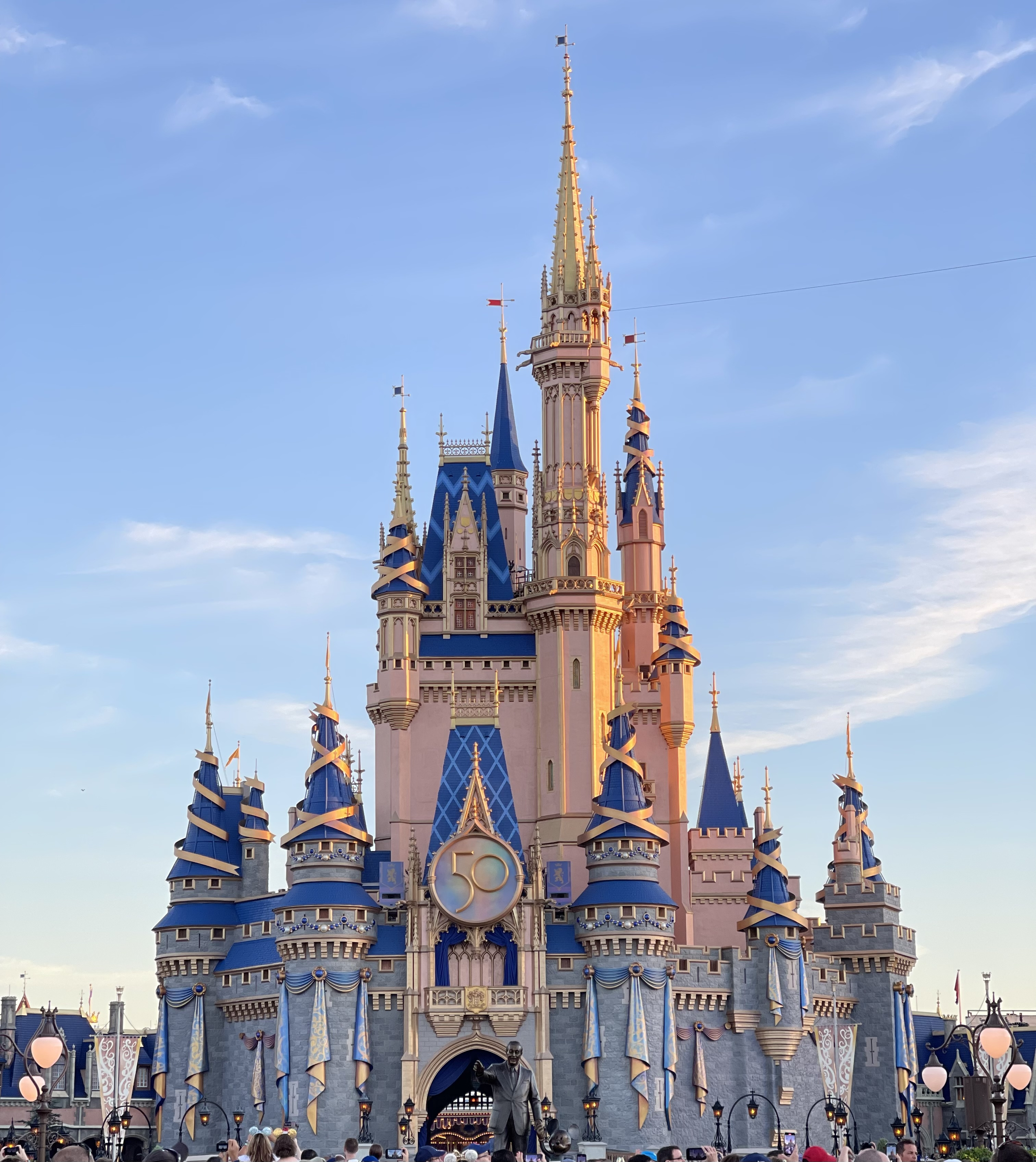
Cinderella Castle in Magic Kingdom

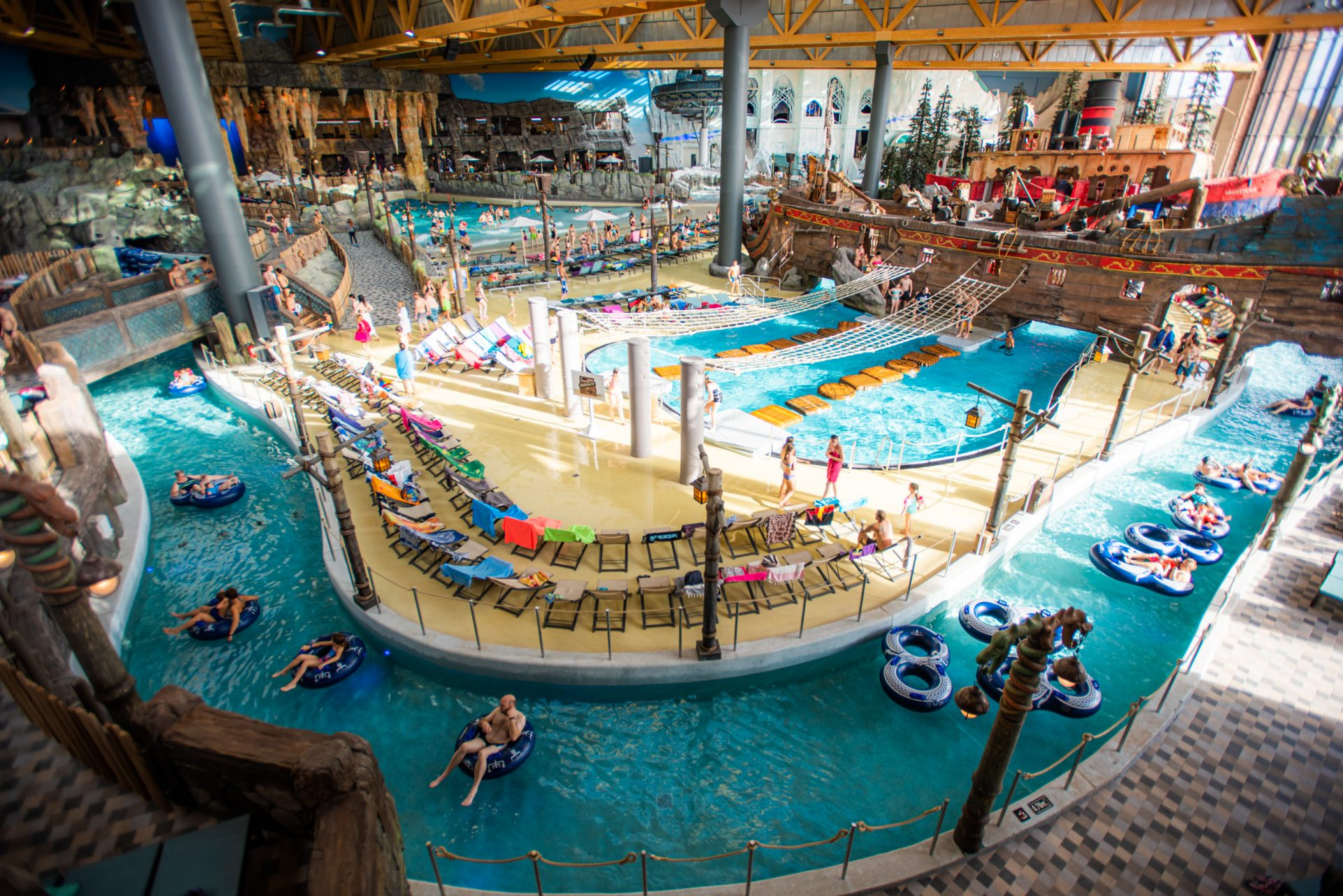
Innenbereich von Rulantica

Ein Freizeitpark ist entweder ein dauerhaft angelegter Vergnügungspark, der auf einem größeren Gelände mehrere Attraktionen – Fahrgeschäfte (Karussells, Autoscooter, Achterbahnen usw.), Schaubuden, Shows, Ausstellungen, Museen – vereinigt oder eine Parkanlage mit erweiterten Möglichkeiten, wie diversen Freizeitanlagen (z. B. Spielplätze, Minigolf oder Kletterwände), zur Freizeitgestaltung und Erholung. Ein Themenpark ist ein Vergnügungspark, bei dem die Gebäude und Attraktionen auf einem oder mehreren Themen basieren. Im Vergleich zu temporären Volksfesten sind Freizeitparks stationär und gebaut für einen längerfristigen Betrieb.

## Definition von Freizeitparks
In der Fachliteratur gibt es diverse Ansätze und Vorschläge zur Definition von Freizeitparks. Ein moderner, prägnanter Ansatz definiert, klassifiziert und typologisiert Freizeitparks wie folgt:

„Unter einem Freizeitpark versteht man alle für die Allgemeinheit geschaffenen Angebote von mehreren künstlichen oder natürlichen Freizeitelementen, die in abgegrenzten Flächen oder Räumen, zu einer verwaltungs- und vermarktungsrechtlich organisatorischen Einheit zusammengefasst sind und den Menschen bei der Gestaltung und Verbringung ihrer individuellen Freizeit aktives Handeln und Empfinden abfordern.“

Dieser Definition zufolge werden Freizeitparks nochmals in drei Typen unterschieden, den Erlebnisparks, den Themenparks sowie den Sportparks. Diese Aufteilung ergibt sich durch fünf typische, konstitutive Merkmale, anhand derer man jeden Freizeitpark einem der drei Typen zuordnen kann.
Die fünf konstitutiven Elemente, die einen Freizeitpark klassifizieren und typisieren sind:
1. Strategische Intention
2. Operative Intention (primär aktivierte Sensorik)
3. Taktische Intention (angestrebter Erlebnischarakter)
4. Architektonische Merkmale
5. Inhaltliche Merkmale.

Juristisch sind Freizeitparks als Spielplätze definiert, die sich auch an Erwachsene richten, deren Besucher also über die regelmäßig vorauszusetzenden Tugenden der Besonnenheit und Mäßigung verfügen.

## Arten von Freizeitparks

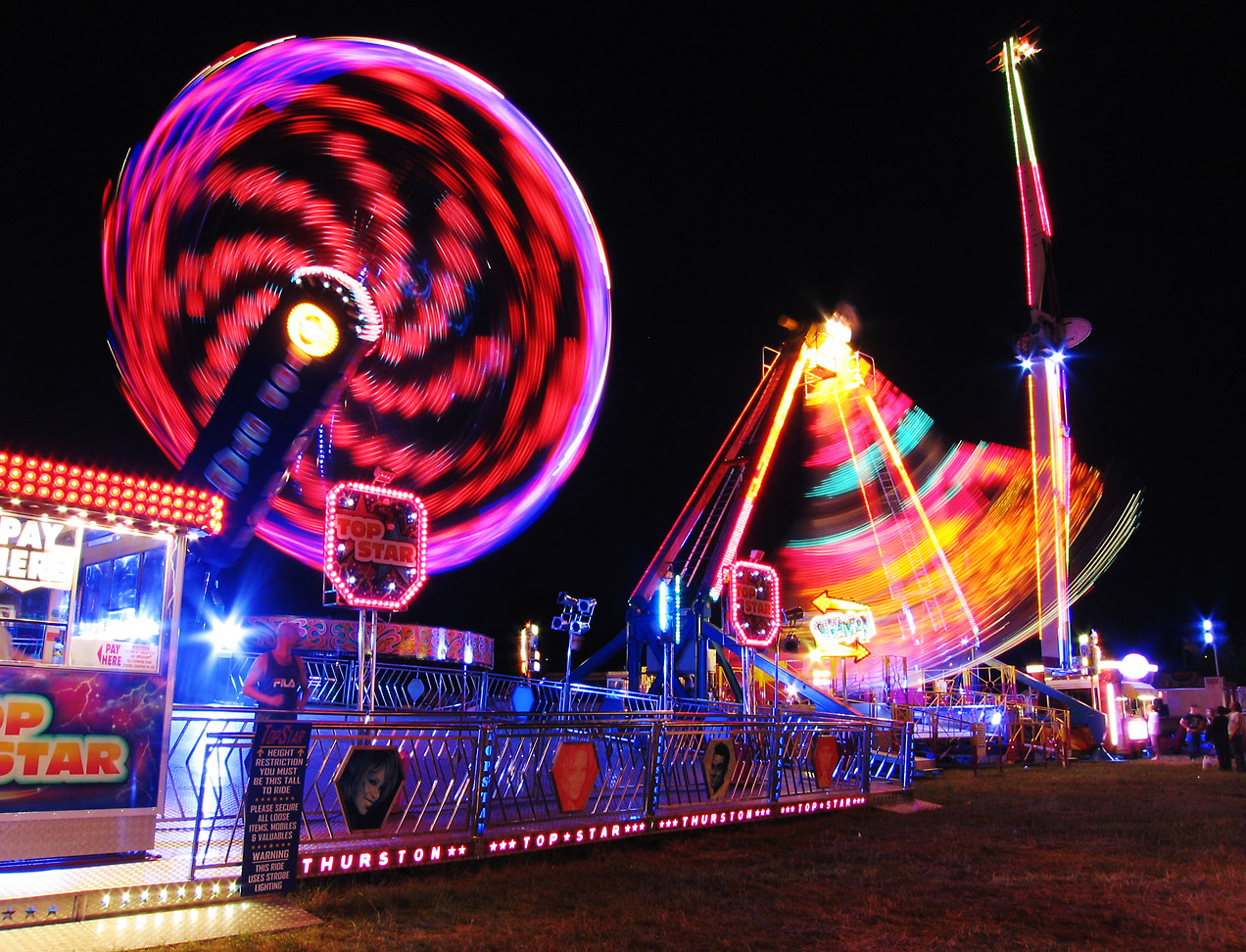
Vergnügungspark, 2005

### Vergnügungspark
Ein Vergnügungspark ist ein Freizeitpark, der mehrere Attraktionen wie Achterbahnen, Hoch- und Rundfahrgeschäfte den Gästen bietet. Ein solcher Park wird auch für andere Zwecke und Entertainment genutzt. Vergnügungsparks haben keine oder kaum erkennbare Thematisierung. Als Beispiel hierfür kann in Deutschland der Allgäu Skyline Park herangezogen werden.

### Themenparks
Wenn ein Park in einem besonderen Stil durchgängig gestaltet ist, spricht man von einem Themenpark. Diese Themenparks sind entweder in mehrere unterschiedliche thematische Bereiche aufgeteilt (wie beispielsweise Phantasialand, Europa-Park, Movie Park Germany oder Disneyland) oder konzentrieren sich auf ein spezielles Themengebiet (zum Beispiel Meeres-Themenparks wie Sea World oder der Erlebnispark Tripsdrill).

### Wasserparks
Ein Wasserpark ist ein Freizeitpark mit Einrichtungen zur Erholung und Spaß im Wasser. Ein solcher Park beheimatet unter anderem Schwimmbecken, Wellenbäder, Wasserrutschen und weitere Wasserspielgeräte. Wasserparks sind meistens alleine stehend, kommen aber oft auch als Ergänzung („Second Gate“) für einen Freizeitpark vor. Auch diese Parks können Themenparks darstellen. So hat Disney im Jahr 1976 mit dem heute nicht mehr bestehenden Disney's River Country den ersten Wasser-Themenpark der Welt eröffnet.

### Zoologischer Themenpark
Ein Zoologischer Themenpark ist eine Kombination aus einem Vergnügungspark oder Themenpark und einem Zoo. Es werden typische Elemente eines Freizeitparks sowie Elemente von Tierparks vereint. Beispiel für eine solche Vereinigung ist unter anderem der Eifelpark in Gondorf. Auch gibt es Safariparks, welche eine Kombination aus Tier-Safari und Vergnügungspark darstellen, so zum Beispiel der Serengeti-Park Hodenhagen.

### Parkanlagen mit Freizeiteinrichtungen

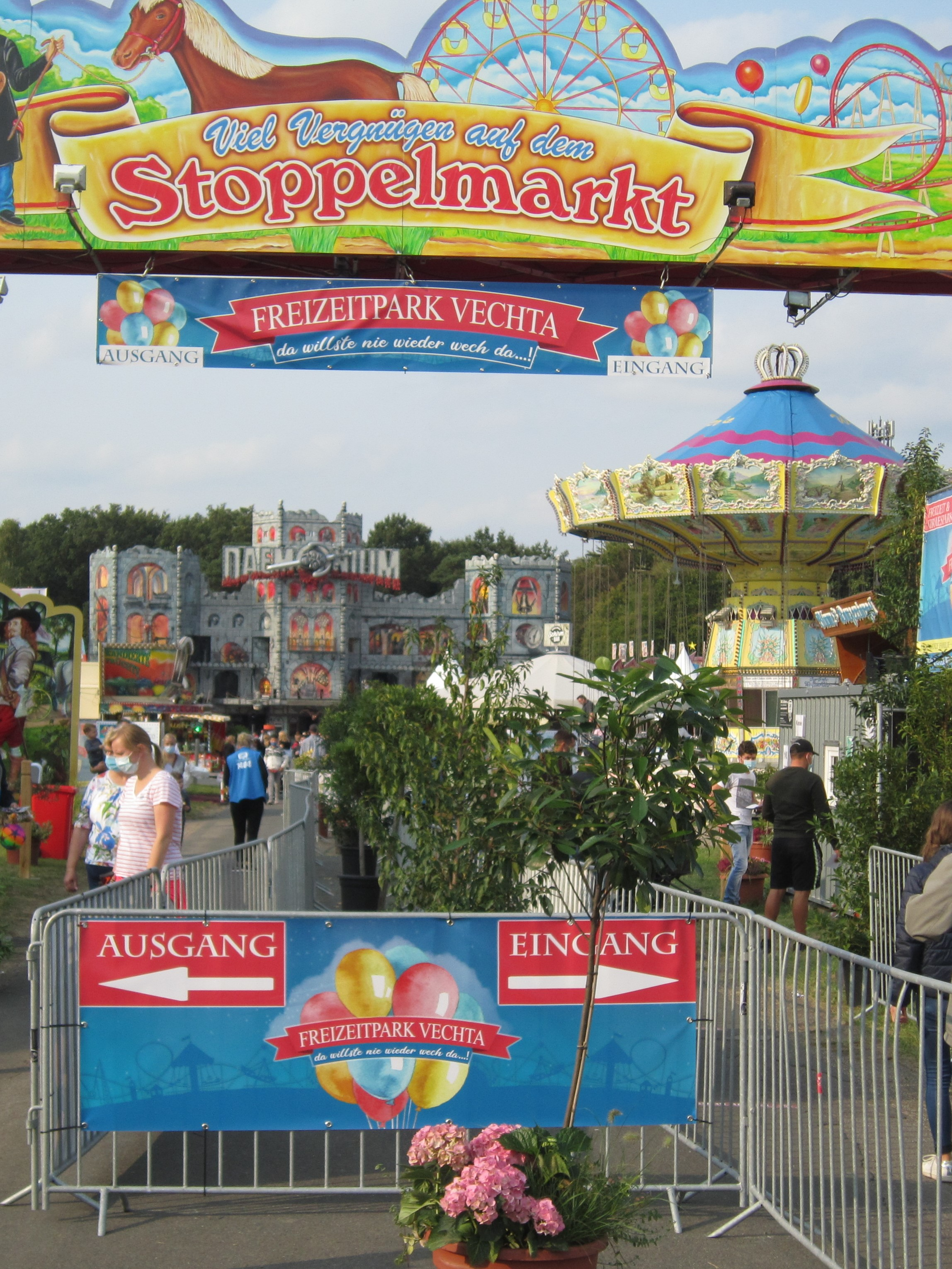
Temporärer Freizeitpark als Ersatz für den ausgefallenen Stoppelmarkt in Vechta im September 2020

Des Weiteren wird eine Parkanlage zur Freizeitgestaltung auch Freizeitpark genannt, wenn bestimmte Möglichkeiten der Freizeitnutzung, wie diverse Freizeitanlagen (z. B. Spielplätze, Minigolf oder Kletterwände), zur normalen gärtnerischen Gestaltung einer Parkanlage dazukommen. Der Freizeitpark Lindlar ist ein Beispiel für einen solchen Park.

### Temporäre Freizeitparks
Während der COVID-19-Pandemie in Deutschland kamen viele Kommunen auf die Idee, das ab März 2020 gültige Verbot von Großveranstaltungen dadurch zu umgehen, dass sie die Aufstellung von „temporären Freizeitparks“ (auch „Pop up-Freizeitparks“ genannt) genehmigten. Diese mussten die Bedingung erfüllen, dass im Betrieb eine Nachverfolgung der Kontakte Infizierter und die Einhaltung vorgegebener Hygieneregeln möglich war. Für Freizeitparks, die diese Bedingung erfüllen konnten, lief das strenge Verbot von Großveranstaltungen am 31. August 2020 aus. Erst ab dem 2. November 2020 galt wieder (im sogenannten „Lockdown light“, der bis zum Ende des Monats gelten sollte) ein generelles Verbot von Großveranstaltungen in Deutschland.
Die ersten temporären Freizeitparks wurden Ende Juni 2020 in Düsseldorf, Dortmund und Ibbenbüren eröffnet.
Typischerweise war die Dauer von temporären Freizeitparks auf vier bis fünf Wochen angesetzt. In dieser Zeit wurden den Besuchern Angebote gemacht, wie sie auf einem Jahrmarkt üblich sind. Denn temporäre Freizeitparks sind oft „Notvarianten“ von Jahrmärkten, die ausfallen müssen. Ihr Hauptzweck ist es, Schausteller vor dem Totalausfall von Einnahmen über einen längeren Zeitraum hinweg zu bewahren sowie eine Alternative zu der ausgefallenen Großveranstaltung zu bieten.
Zur Erfüllung der Auflagen für Großveranstaltungen waren die Gelände temporärer Freizeitparks eingezäunt, so dass jederzeit die Zahl der Besucher festgestellt werden konnte. Bei Überschreiten der vorgegebenen Obergrenze für Besucher gab es einen Einlassstopp. Besucher mussten ihre persönlichen Daten am Eingang ausfüllen und den ausgefüllten Zettel beim Verlassen des Parks abgeben. An Engstellen, an Bewirtungsstellen und in Fahrgeschäften herrschte Maskenpflicht. Überall auf dem Gelände gab es Gelegenheiten zur Desinfizierung der Hände.
Temporäre Freizeitparks konnten auf behördliche Anordnung vorzeitig abgebrochen werden, wenn in der betreffenden Gebietskörperschaft (d. h. im (Land-)Kreis bzw. in der kreisfreien Stadt) die Quote von 50 mit COVID-19 neu Infizierten auf 100.000 Einwohner überschritten wurde. Dies geschah u. a. in Hamm und in Bremen.

## Eintrittspolitik
In den meisten Parks wird für das Betreten des Geländes eine Eintrittsgebühr erhoben, in der Regel können danach die meisten Attraktionen ohne weiteres Entgelt benutzt werden. Anders funktioniert es beim sogenannten Tivoliprinzip (benannt nach einem der ältesten Freizeitparks der Welt, dem Tivoli Kopenhagen). Hier ist der Eintritt ähnlich wie bei einem Volksfest kostenlos oder recht günstig, aber es muss für die Benutzung der Attraktionen jeweils separat gezahlt werden. Manche dieser Parks bieten allerdings zusätzlich Tickets an, mit denen die Nutzung der Attraktionen pauschal abgegolten ist.

## Attraktionen

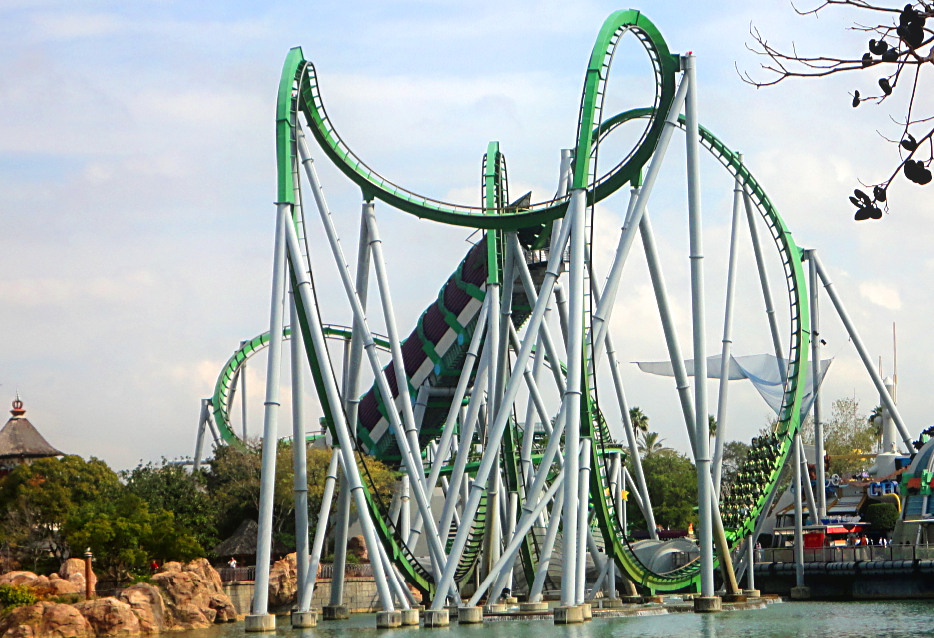
Incredible Hulk Coaster in den Universal's Islands of Adventure

Freizeitparks bieten eine Vielzahl von verschiedenen (Fahr-)Attraktionen an. Im Gegensatz zu Volksfesten und mobilen Freizeitparks sind die Attraktionen in Freizeit- und Themenparks normalerweise dauerhaft angelegt. Nur in Ausnahmefällen, wie etwa besonderen Veranstaltungen werden auch mobile Fahrgeschäfte in diesen Parks für kurze Zeit, beispielsweise eine Saison, aufgebaut.

### Achterbahnen
In Freizeitparks stehen häufig mehrere Achterbahnen entweder aus einer Holz- oder Stahlkonstruktion. Eine Achterbahn ist ein Fahrgeschäft, bei dem ein oder mehrere auf Schienen fahrende Wagen oder Züge eine derart beschaffene Strecke befahren, dass Passagiere gefahrlos außergewöhnliche g-Kräfte erleben können. Achterbahnen werden von mehreren Herstellern hergestellt, welche verschiedene Arten dieser Fahrgeschäfte anbieten. Bekannte Achterbahnhersteller sind unter anderem Bolliger & Mabillard, Mack Rides, Gerstlauer Amusement Rides und Intamin Rides.

### Hoch- und Rundfahrgeschäfte

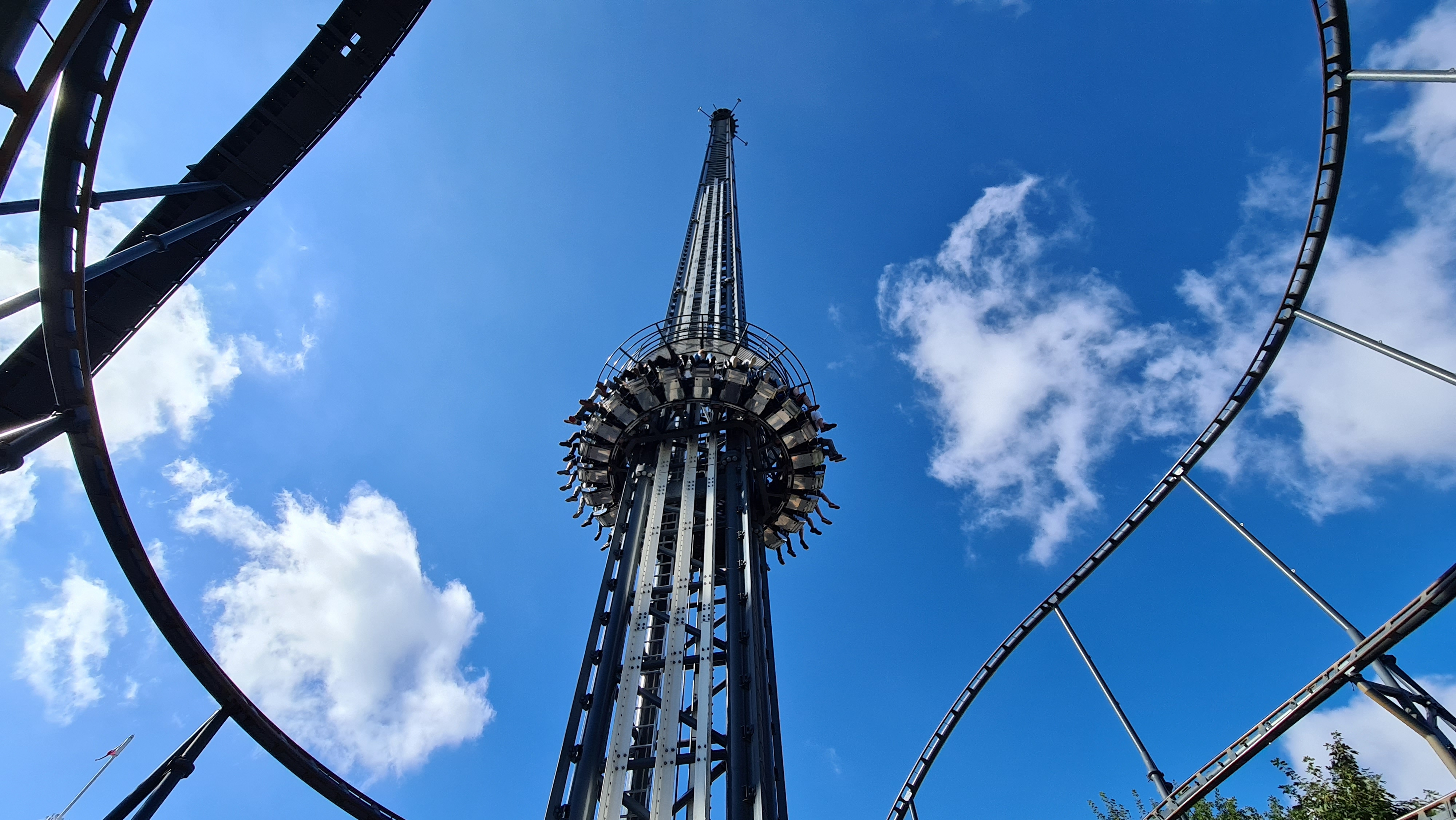
Highlander im Hansa-Park

Als Hoch- und Rundfahrgeschäfte bezeichnet man Fahrgeschäfte, welche sich entweder drehen, nach oben fahren oder beides machen. Die häufigsten Fahrgeschäfte sind Karussells, Autoscooter, Luft- und Schiffschaukeln, Freifalltürme und Riesenräder. Diese Fahrgeschäfte werden auch – unabhängig von ihrer Höhe – als Flatrides bezeichnet. Bekannte Anbieter von Hoch- und Rundfahrgeschäften sind unter anderem Zamperla Rides, Mack Rides und ABC Rides.

### Wasserbahnen
Weiterhin stehen in Freizeitparks oft verschiedene Arten von Wasserbahnen. Diese benötigen einen gefüllten Bereich mit Wasser, in welchem die Boote fahren können. Wasserattraktionen können entweder durch Schienen, frei in Wasserkanälen oder durch Seilsysteme geführt werden. Folgende Arten von Wasserbahnen gibt es aktuell:

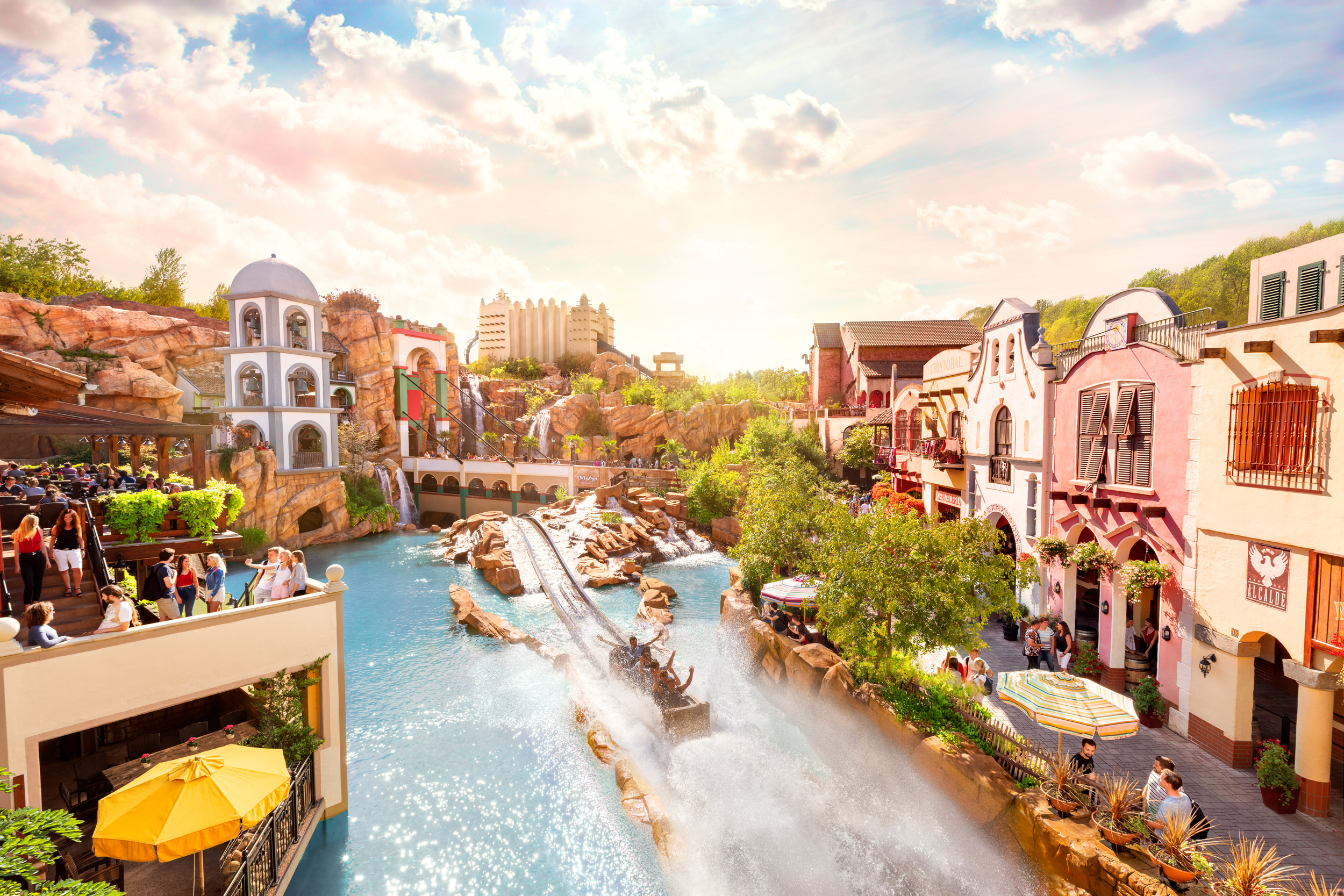
Wildwasserbahn Chiapas im Phantasialand

- Flume Ride (Bootsfahrt in einem Kanal)
- Wildwasserbahn
- Bumper Boats
- Bootsverleih-Attraktionen
- Rapid River
- Shoot the Chute
- U-Boot-Fahrgeschäfte
- Seil- und Schienengeführte Bootsfahrt
- Splash Battle

Bekannte Anbieter dieser Fahrgeschäfte sind beispielsweise Hopkins Rides, Mack Rides und WhiteWater West.

### Transportsysteme

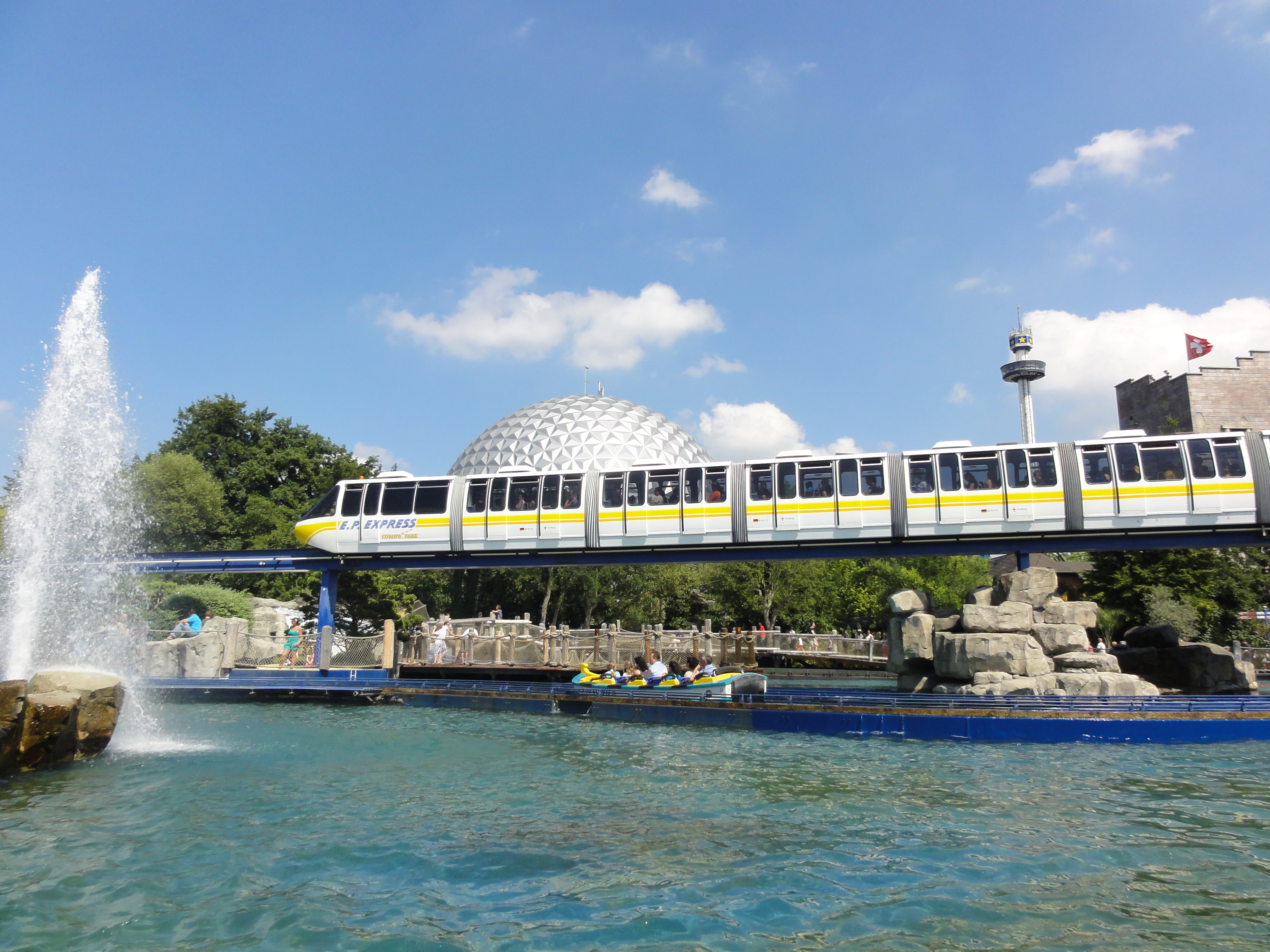
EP-Express im Europapark, Verbindungsbahn zwischen Haupteingang und Hotels

Transportsysteme werden benutzt, um Parkgäste von Punkt A zu Punkt B innerhalb des Parks zu transportieren. Außerdem werden Transportsysteme benutzt, um Gäste zwischen einzelnen Freizeitparks eines Themenpark-Resorts zu transportieren. Das größte Transportsystem eines Resort hat das Walt Disney World Resort.
Folgende Transportsysteme sind in Gebrauch in Freizeitparks:
- Parkeisenbahn (z. B. Panoramabahn, Europa-Park)
- Standseilbahn (z. B. Hogwarts Express, Universal Orlando Resort)
- Einschienenbahn – (z. B. Walt Disney World Monorail System)
- Gondelbahn – (z. B. Walt Disney World Skyliner)
- Boot – (z. B. Friendship Boats, Epcot)
- Bus – für den Transport zwischen verschiedenen Freizeitparks eines Resorts (z. B. Walt Disney World Transport) oder für den Transport zu Flughäfen und Bahnhöfen oder anderen öffentlichen Plätzen (z. B. Disney's Magical Express)
- Parkplatz-Wegebahn – für den Transport zwischen Parkplatz und Freizeitpark

## Freizeitpark-Resorts
Freizeitpark-Resorts sind Freizeitparks, die Übernachtungsmöglichkeiten wie Hotels anbieten, um Besuchern einen mehrtägigen Aufenthalt zu ermöglichen. Diese Resorts zeichnen sich durch thematisch gestaltete Unterkünfte aus, die oft das Parkthema widerspiegeln, sowie durch zusätzliche Angebote wie Restaurants, Wellnessbereiche, Schwimmbäder und Veranstaltungsräume. Sie richten sich besonders an Familien und Gruppen, die ein umfassendes Urlaubserlebnis suchen.
Das Konzept der Freizeitpark-Resorts hat seine Wurzeln in den USA, wo Parks wie Disneyland bereits in den 1950er Jahren Hotels eröffneten. In Deutschland war der Europa-Park in Rust ein Pionier, als er 1995 mit dem Hotel El Andaluz das erste Hotel in einem deutschen Freizeitpark eröffnete. Seitdem hat sich das Angebot erweitert, mit weiteren Hotels wie Castillo Alcazar (1999) und anderen, die bis 2019 hinzugefügt wurden, wie Krønasår. Andere Parks wie Heide Park (seit 2005) und Phantasialand (seit 2004) folgten diesem Trend.

## Betreiber
Freizeitparks werden entweder von Familienbetrieben oder großen, teilweise börsennotierten Betreibern betrieben. Beispiele für familienbetriebene Freizeitparks sind unter anderem der Europa-Park, Erlebnispark Tripsdrill und der Allgäu Skyline Park.
Folgende große Betreiber von Freizeitparks gibt es (nicht vollständig):
- Ardent Leisure
- Aspro Parks
- Cedar Fair
- Compagnie des Alpes
- Disney Parks, Experiences and Products
- Herschend Family Entertainment
- Hershey Entertainment and Resorts Company
- IB Parks & Entertainment
- Looping Group
- Merlin Entertainments Group (Legoland, Sea Life u. a.)
- Palace Entertainment
- Parques Reunidos
- Premier Parks
- SeaWorld Parks & Entertainment
- Six Flags
- Universal Parks & Resorts
- Village Roadshow Theme Parks

## Freizeitparks in Videospielen
Mit dem Aufbau und Management eines Freizeitparks beschäftigen sich auch verschiedene Computerspiele. Das erste war Theme Park (1994), auch die RollerCoaster-Tycoon-Serie ist bekannt. Neben dem Wirtschaftssimulations-Teil kann man oft auch eigene Achterbahnen gestalten, dabei gibt es in der Regel aber weniger Möglichkeiten als bei reinen Achterbahn-Konstruktions-Spielen wie NoLimits.